# Mini-Futbol'nyj Klub Tulpar
Il Mini-Futbol'nyj Klub Tulpar (in russo Мини-футбольный клуб Тулпар Тулпар), noto semplicemente come Tulpar, è una società kazaka di calcio a 5 con sede a Qaraǧandy.

## Storia
Il M.F.K. Tulpar è una sezione dell'omonimo centro sportivo di Qaraǧandy e può vantare una grande tradizione nel calcio a 5. Grazie a un settore giovanile di ottimo livello, il Tulpar è stato uno dei principali serbatoi della Nazionale Under-21 di calcio a 5 del Kazakistan. Nel palmarès del Tulpar compaiano tre Coppe nazionali, mentre in campionato il club non è mai riuscito a infrangere l'egemonia dei rivali del Qairat Almaty.

## Rosa 2008/2009
| N. |                       | Ruolo | Calciatore          |
| -- | --------------------- | ----- | ------------------- |
| 3  | Kazakistan (bandiera) |       | Timur Mukanov       |
| 4  | Kazakistan (bandiera) |       | Vitali Grigoryev    |
| 1  | Kazakistan (bandiera) |       | Cirill Yermolov     |
| 24 | Kazakistan (bandiera) |       | Aleksandr Grebonos  |
| 88 | Brasile (bandiera)    |       | Geraldo             |
| -  | Kazakistan (bandiera) |       | Roman Shorin        |
| 11 | Kazakistan (bandiera) |       | Aleksandr Dovgan    |
| 10 | Kazakistan (bandiera) |       | Chingiz Yesenamanov |

| N. |                       | Ruolo | Calciatore             |
| -- | --------------------- | ----- | ---------------------- |
| 9  | Kazakistan (bandiera) |       | Pavel Taku             |
| 7  | Kazakistan (bandiera) |       | Nikolay Pengrin        |
| 8  | Kazakistan (bandiera) |       | Mikhail Pershin        |
| 30 | Kazakistan (bandiera) |       | Konstantin Peremyshlin |
| 17 | Kazakistan (bandiera) |       | Dmitri Kozulkin        |
| 2  | Kazakistan (bandiera) |       | Semyon Kakhanov        |
| 14 | Brasile (bandiera)    |       | Shui                   |
| 5  | Kazakistan (bandiera) |       | Dauren Nurgožin        |

## Palmarès
- Coppa del Kazakistan: 3

2003-04, 2010-11, 2011-12